# 큐리어스섬
큐리어스섬(Curieuse Island)은 세이셸의 2.9 제곱미터 면적의 작은 섬으로, 프라슬랭섬 해안 북쪽과 가깝다. 큐리어스섬은 이 섬과 오직 2개의 이웃 섬들에서만 볼 수 있는, 세이셸의 문화적 아이콘의 하나인 바다야자나무의 야자로 유명하다.

## 역사
원래의 명칭은 빨간색 토양으로 인해 Ile Rouge로 불렸다. 1768년, 프랑스가 이 섬의 소유권을 주장하면서 탐험가 Marc-Joseph Marion du Fresne의 지휘 하의 선박 라큐리어스(La Curieuse)의 이름을 따서 큐리어스섬이라는 이름으로 불리게 되었다. 세이셸의 수많은 섬들에서처럼 거대거북 개체수가 빠르게 줄어들었다.
1829년, 큐리어스섬은 나환자촌으로 처음 사용되었으며 1965년까지 이 역할을 수행했다.

## 이미지 갤러리

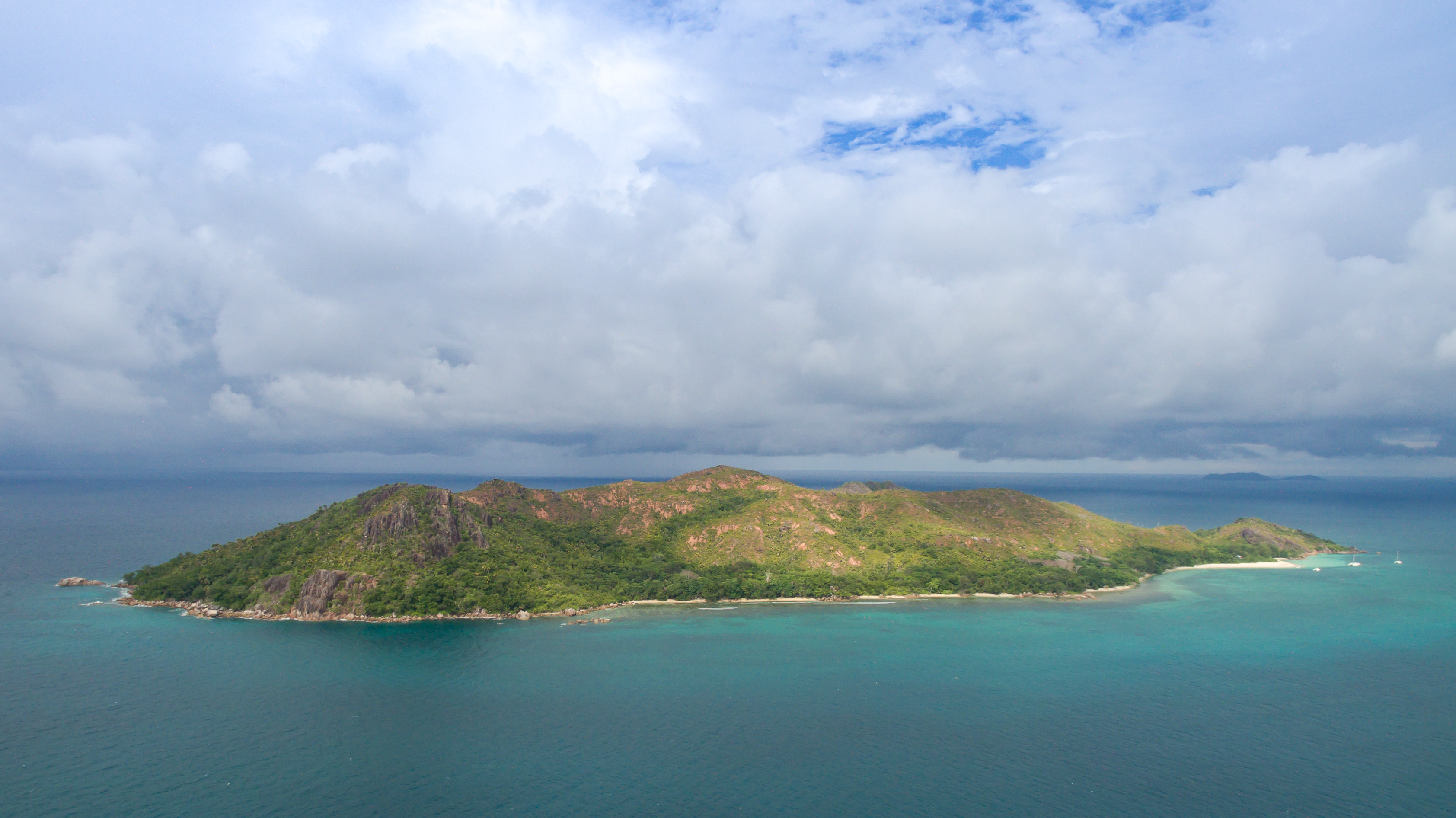
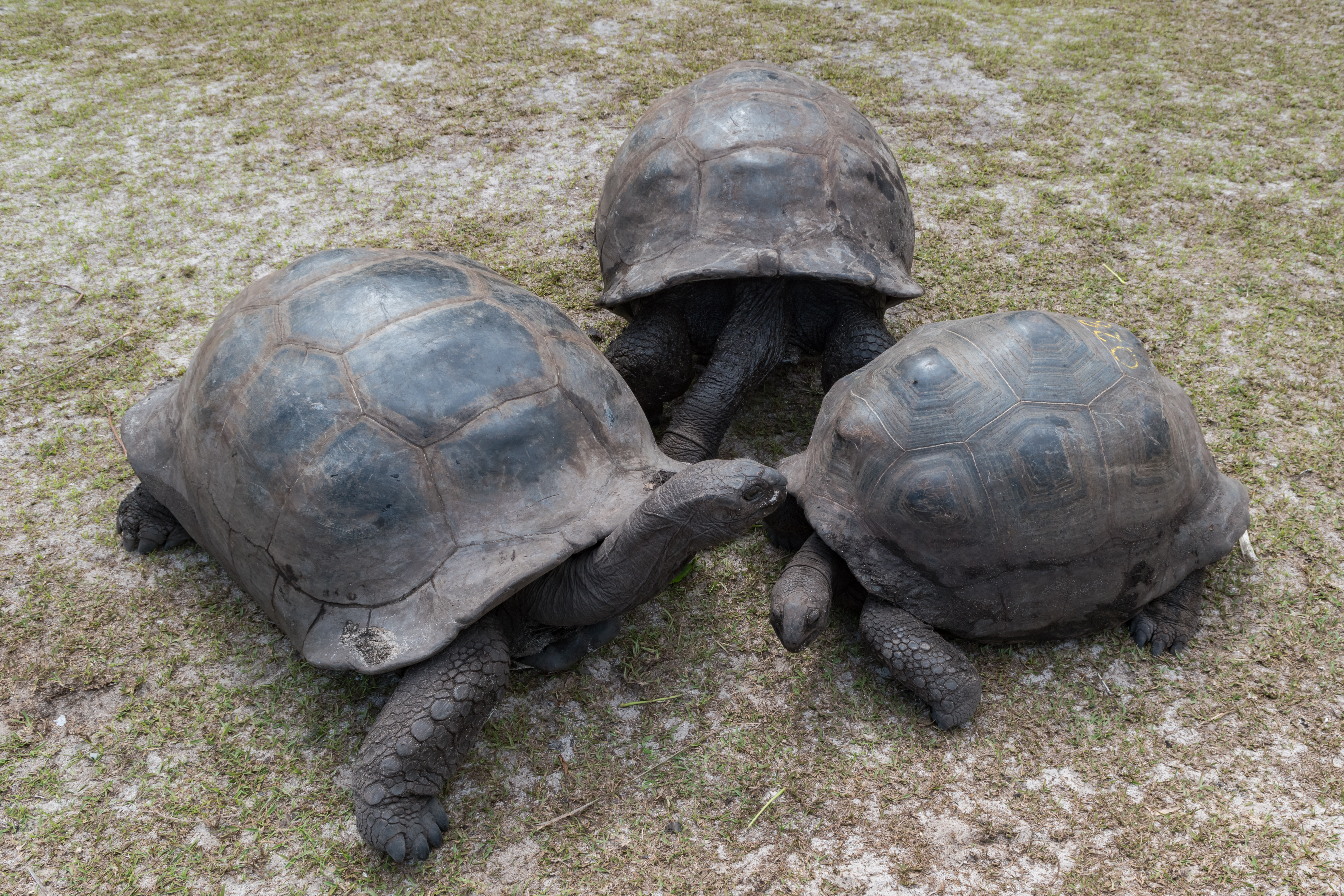
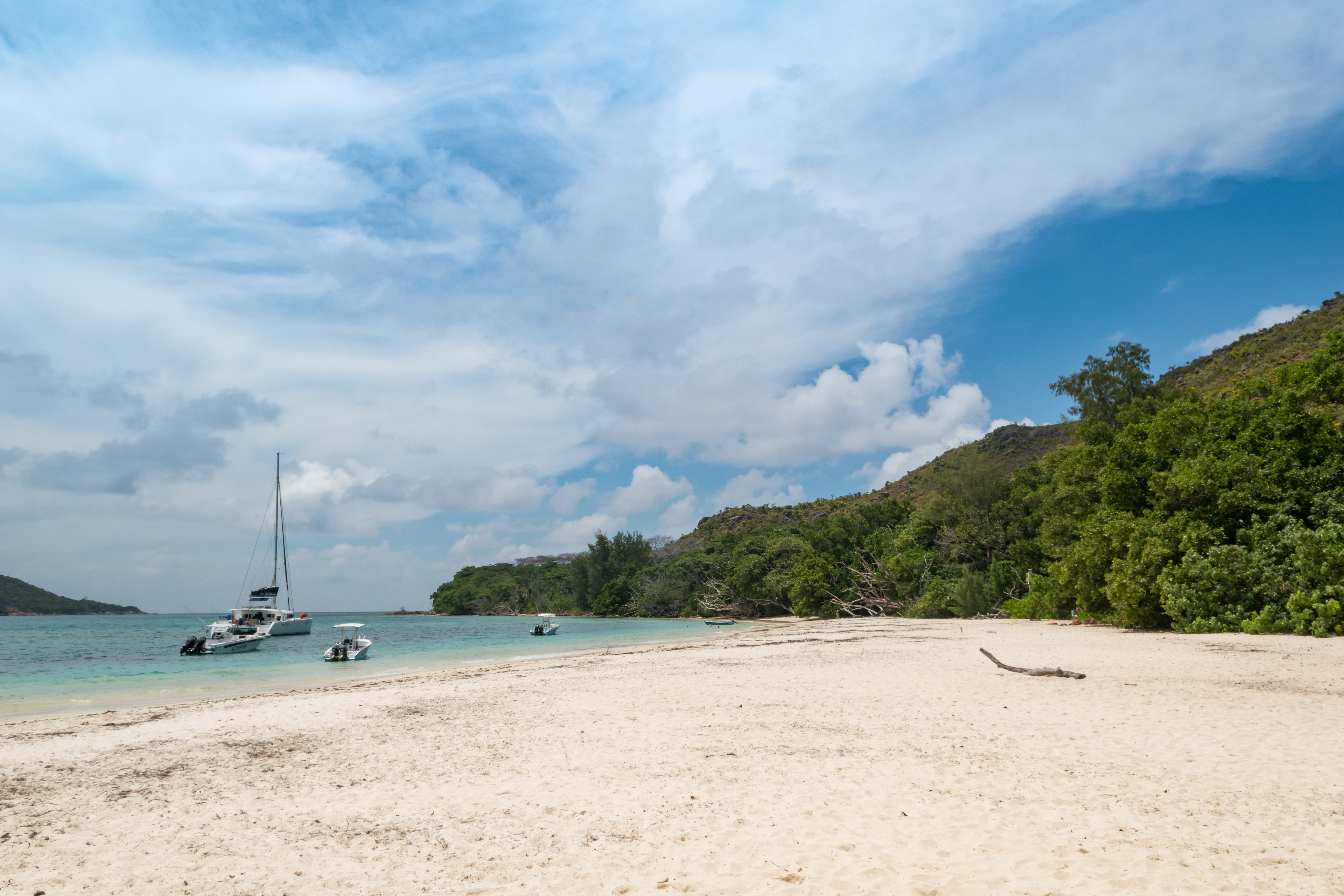
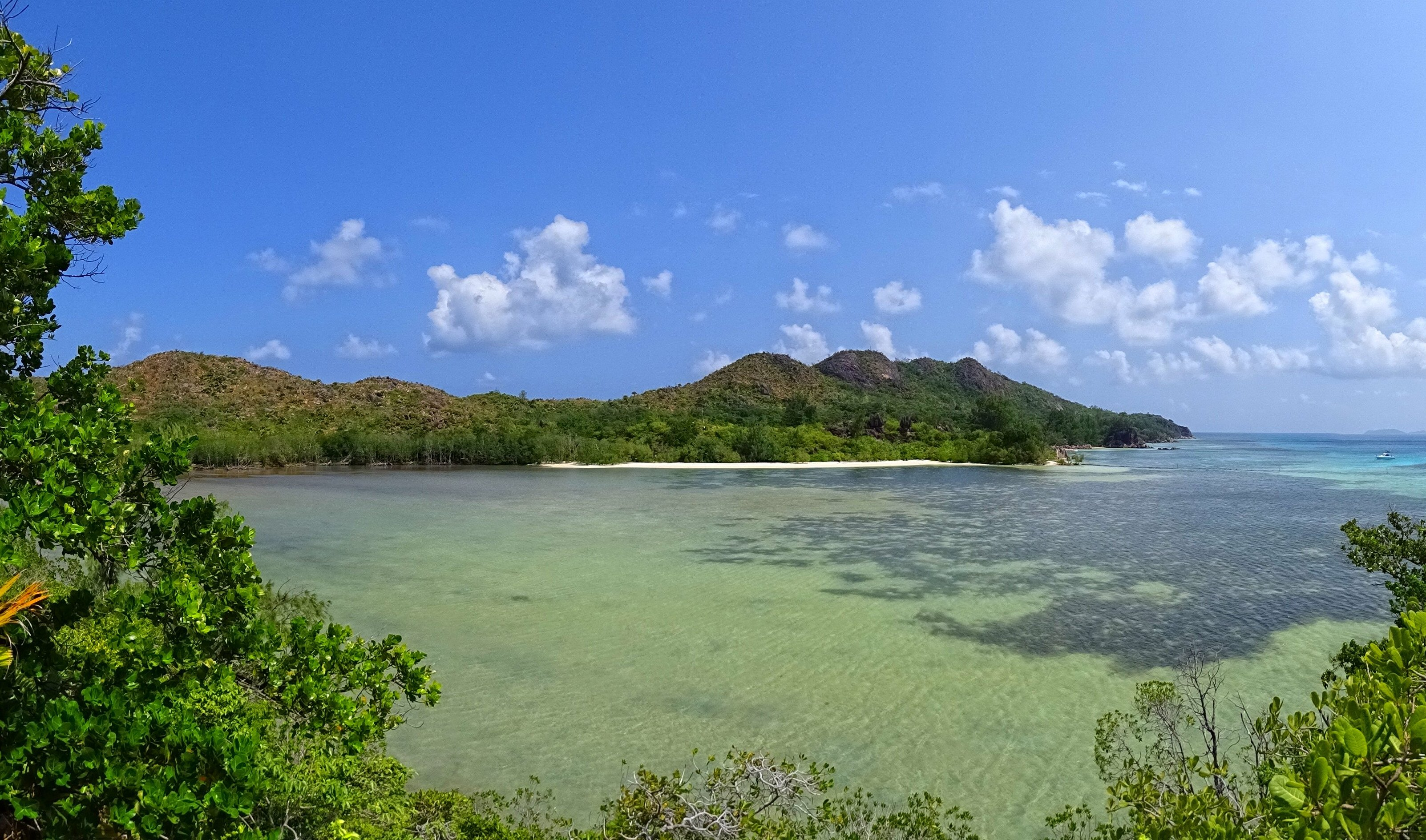
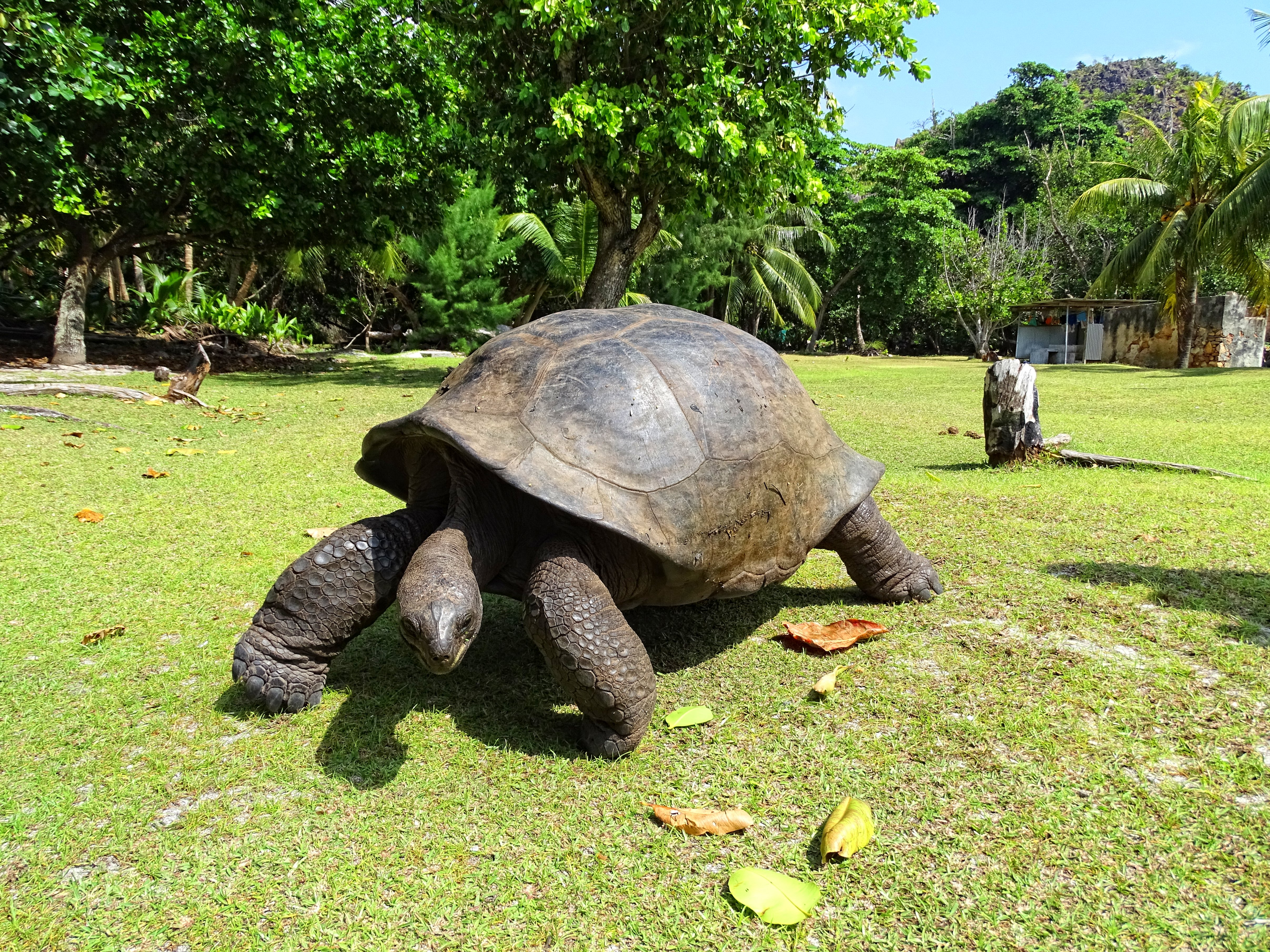
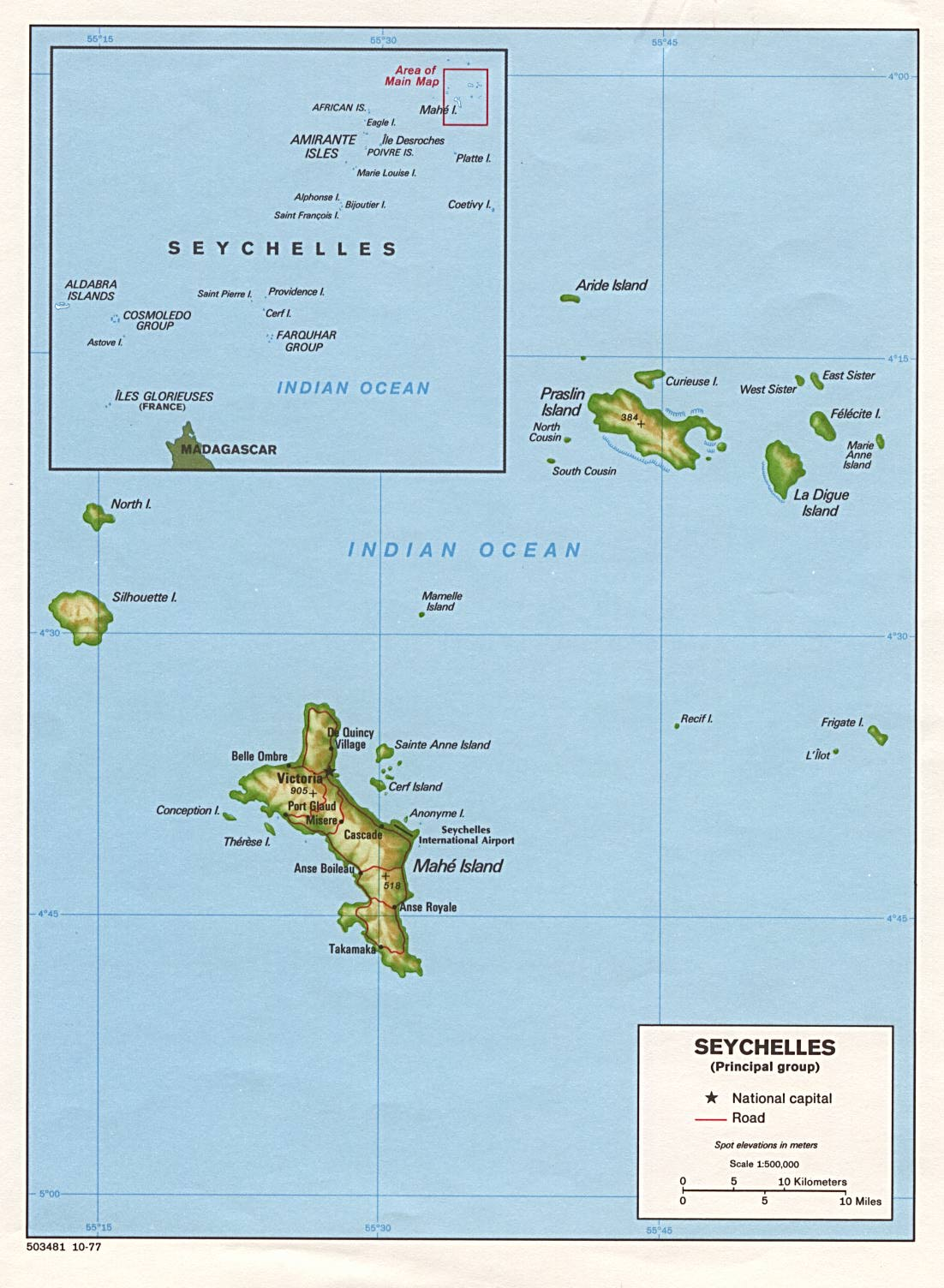
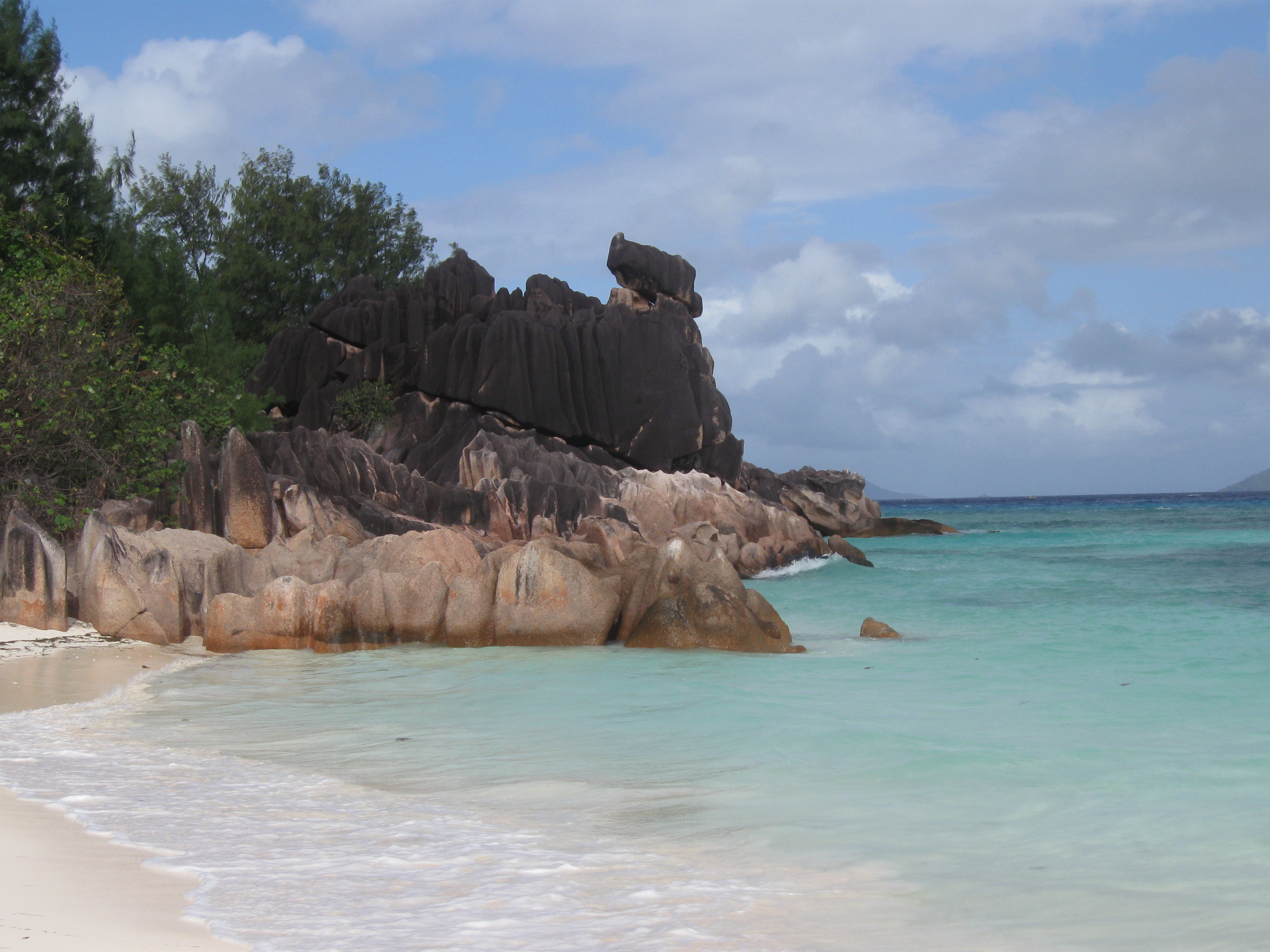
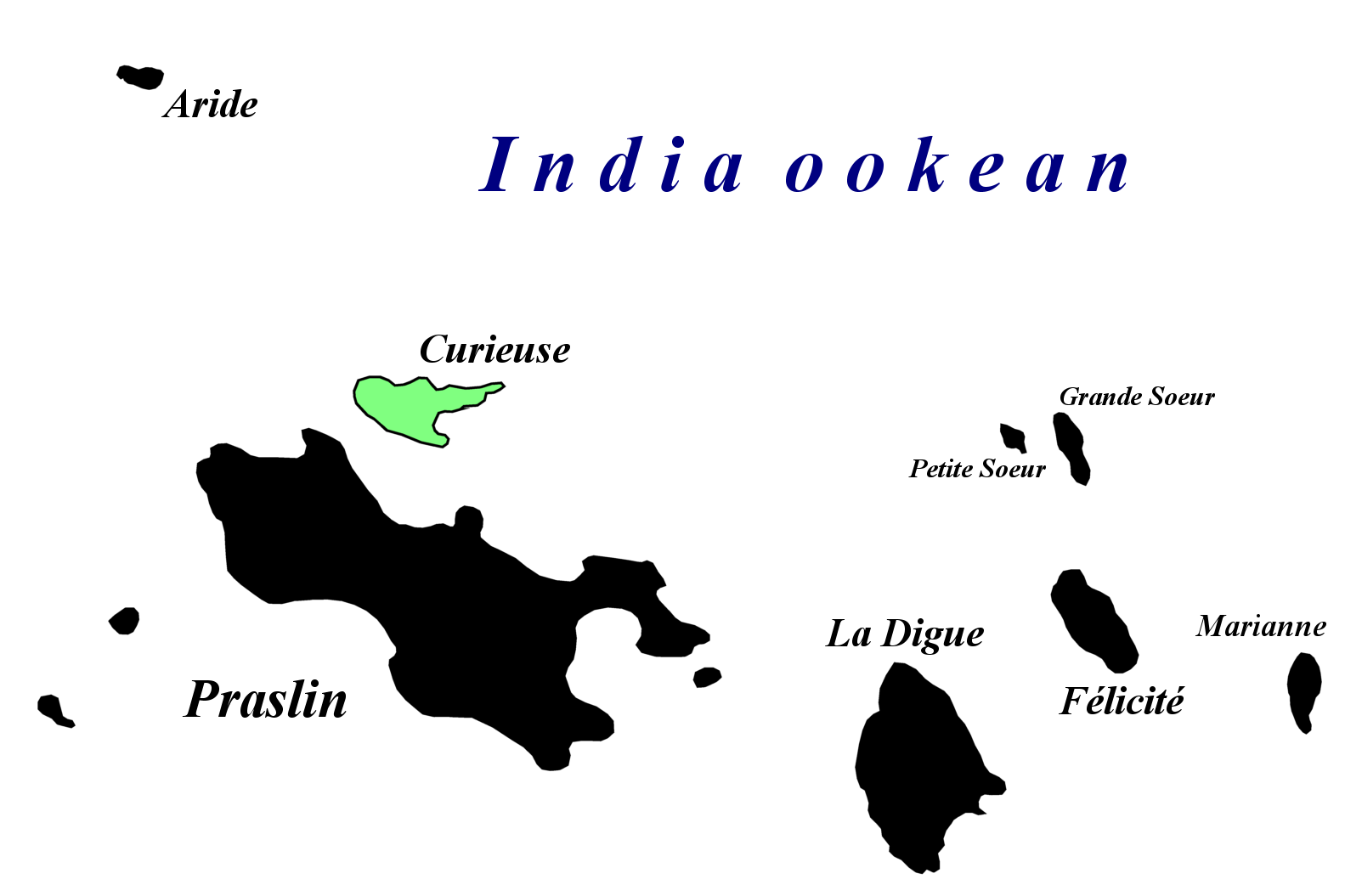